# Arcosolium

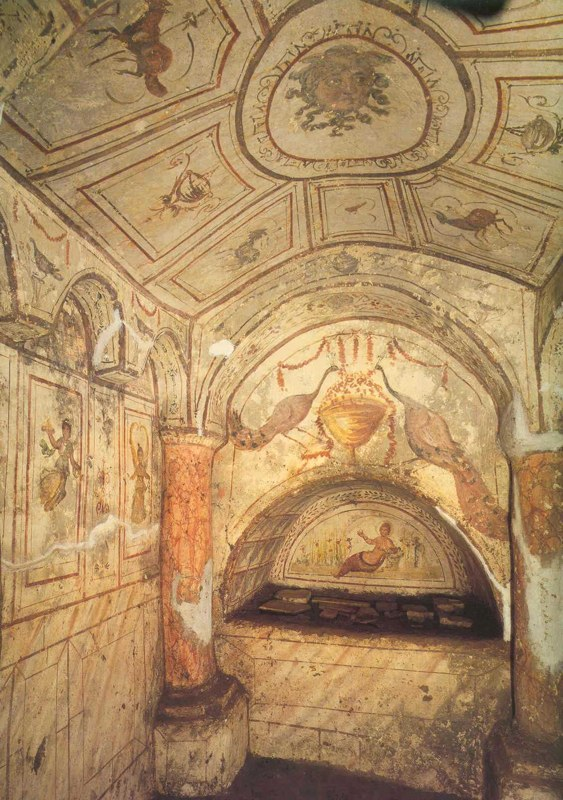
Arcosolium

Arcosolium (łac. arcus - łuk + solium - miejsce wywyższone) – rodzaj grobu spotykany w okresie wczesnego chrześcijaństwa. Grób miał formę niszy z łukowym obramowaniem. Nisze wykuwano w katakumbach, umieszczano w przedsionkach cel lub portykach bazylik. Płyta nagrobna umieszczana była w pozycji poziomej. 
Powstała w III wieku, a rozpowszechniła w IV wieku.